# Sierra Sorondo

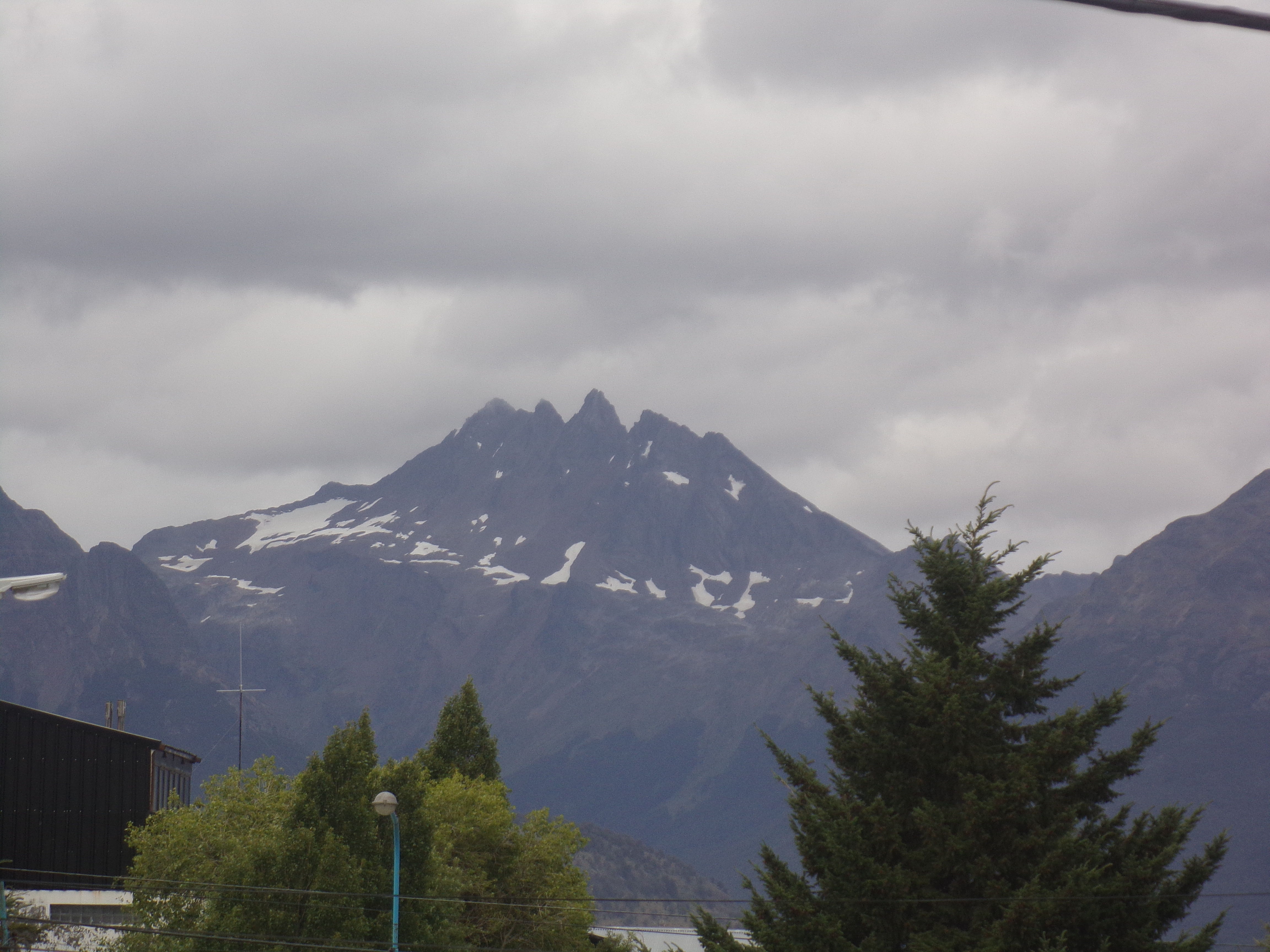
El cerro Cinco Hermanos

La sierra Sorondo es un sistema montañoso ubicado en el departamento Ushuaia de la provincia de Tierra del Fuego, Argentina, con orientación oeste-este, entre la costa norte del canal Beagle y el curso medio del río Lasifashaj, separada de las sierras Alvear y Lucas Bridges por el valle de Tierra Mayor.
En ella se encuentran los cerros Cloche (1000 m s. n. m.), Olivia (1326 m s. n. m.) y Cinco Hermanos (1000 m s. n. m.). Los cursos de agua que tienen sus nacientes en la sierra son los ríos Encajonado, Escape (o Punta Segunda), Remolino, Almanza, y los arroyos Guanaco y Punta Paraná. Las laderas del lado norte de la sierra están incluidas en la reserva natural Valle Tierra Mayor.
El nombre fue impuesto por el rumano Julio Popper en honor al ingeniero Alejandro Sorondo, secretario administrativo de la Cámara de Diputados y creador del Instituto Geográfico Argentino.